# 益田詩歩
益田 詩歩（ますだ しほ、1988年10月28日 - ）は、日本の元女子プロ野球選手。

## 経歴
新潟県長岡市出身。高校時代は選抜大会・選手権大会共に全国制覇。卒業後は野球を引退し、オーストラリアでプロゴルファーを目指していた。しかし、2009年に日本女子プロ野球機構が発足されるのを知り、諦めていた野球への思いが復活。第1回合同トライアウトを受けるため帰国し、合格を勝ち取った。同年12月のドラフト会議で兵庫スイングスマイリーズから指名を受け、入団が決定した。2010年度は岡島秀樹と合同トレーニングを行った。
高校時代のポジションは捕手だったが、プロでは高校の先輩である川保麻弥が正捕手に君臨していたため、打撃力を生かすべく外野にコンバートされた。しかし、1年目の2010年は、21試合の出場に留まり、期待された長打も1本しか打てなかった。翌2011年の後半から左翼のレギュラーに定着。5割を超える長打率を残し、大砲としての才能を開花させ始めている。
2011年12月13日、翌年から女子プロ野球に参戦する大阪ブレイビーハニーズへの移籍が発表された。リーグ再編成に伴い、2013年は大阪ブレイビーハニーズの継承球団、ノース・レイアに所属。10月、同年限りでの引退を発表した。

## プレースタイル・人物
- ニックネームはダーマス。
- 2012年までの背番号44は、下の名前(シホ)とのゴロ合わせ(44＝シ・フォー)から。
- 男子プロ野球選手に匹敵するほどの大きな手のひらを持つ。
- 18歳のころ、インドで英語教師のボランティアを行っていた。
- チームの写真係を自称するほどの写真好き。スマートフォンでの撮影とは思えないほどのセンスあふれる写真を度々ブログに載せている。

## 詳細情報

### 年度別打撃成績
| 年 度     | 球 団        | 試 合 | 打 席 | 打 数 | 得 点 | 安 打 | 二 塁 打 | 三 塁 打 | 本 塁 打 | 塁 打 | 打 点 | 盗 塁 | 盗 塁 死 | 犠 打 | 犠 飛 | 四 球 | 敬 遠 | 死 球 | 三 振 | 併 殺 打 | 打 率 | 出 塁 率 | 長 打 率 | O P S |
| --------- | ------------ | ----- | ----- | ----- | ----- | ----- | -------- | -------- | -------- | ----- | ----- | ----- | -------- | ----- | ----- | ----- | ----- | ----- | ----- | -------- | ----- | -------- | -------- | ----- |
| 2010      | スマイリーズ | 21    | 43    | 36    | 6     | 8     | 1        | 0        | 0        | 9     | 1     | 1     | 1        | 1     | 0     | 5     | -     | 1     | 5     | 1        | .222  | .333     | .250     | .583  |
| 2011      | スマイリーズ | 29    | 49    | 45    | 5     | 13    | 4        | 2        | 0        | 21    | 8     | 1     | 0        | 1     | 0     | 2     | -     | 1     | 5     | 2        | .289  | .333     | .511     | .844  |
| 2012      | ハニーズ     | 39    | 112   | 94    | 10    | 26    | 5        | 0        | 0        | 31    | 10    | 7     | 0        | 3     | 2     | 9     | -     | 4     | 9     | 3        | .277  | .358     | .333     | .688  |
| 2013      | レイア       | 39    | 112   | 90    | 11    | 15    | 1        | 1        | 0        | 18    | 4     | 3     | 3        | 6     | 0     | 10    | -     | 6     | 10    | 2        | .167  | .293     | .200     | .493  |
| JWBL：4年 | JWBL：4年    | 128   | 316   | 265   | 32    | 62    | 11       | 3        | 0        | 79    | 23    | 12    | 4        | 11    | 2     | 26    | -     | 12    | 29    | 8        | .234  | .328     | .298     | .626  |

- 「-」は記録なし。

### 背番号
- 44 （2010年 - 2012年）
- 14 （2013年）